# Going to California
Going to California е балада, записана от английската рок група „Лед Зепелин“ и издадена в техния неозаглавен четвърти албум през 1971 г. Going to California е песен в народен стил, изпята от Робърт Плант, заедно с акустична китара от Джими Пейдж и мандолина от Джон Пол Джоунс. Песента започва като песен за калифорнийските земетресения, а докато Джими Пейдж, звукорежисьорът Анди Джонс и мениджърът на групата Питър Грант пътуват до Лос Анджелис, за да миксират Led Zeppelin IV, те по съвпадение преживяват незначително земетресение.
На концертите си, групата изпълнява тази песен по време на своите акустични сетове, като я свири за първи път по време на пролетното си турне в Обединеното кралство през 1971 г.
В интервю, което дава за списание „Спин“ през 2002 г., Роберт Плант заявява, че песента „може да е малко смущаваща понякога лирично, но тя обобщава период от живота ми, когато бях на 22 години. През 2012 г. списание „Ролинг Стоун“ класира Going to California  като №11 в списъка си с 40-те най-велики песни на „Лед Зепелин“ на всички времена.

## Музиканти
- Робърт Плант – вокали
- Джими Пейдж – китара
- Джон Пол Джоунс – мандолина
- Джон Бонъм – барабани